# Bahnstrecke Nürtingen–Neuffen
| Endbahnhof Neuffen |                      |                                        |                                        |
| Streckennummer: | 9465                 |                                        |                                        |
| Kursbuchstrecke (DB): | 762                  |                                        |                                        |
| Kursbuchstrecke: | 325c (1946)          |                                        |                                        |
| Streckenlänge: | 8,9 km               |                                        |                                        |
| Spurweite: | 1435 mm (Normalspur) |                                        |                                        |
| Streckenklasse: | D2                   |                                        |                                        |
| Maximale Neigung: | 22 ‰                 |                                        |                                        |
| Minimaler Radius: | 190 m                |                                        |                                        |
| Streckengeschwindigkeit: | 80 km/h              |                                        |                                        |
| |                      |                                        |                                        |
| \| \| \| von Plochingen \| \| \| \| −0,6 \| Nürtingen \| Nürtingen \| \| \| \| Steinengrabenstraße (Bundesstraße 297) \| \| \| \| \| Steinach \| \| \| \| \| Gerberstraße \| \| \| \| \| nach Immendingen \| \| \| \| 0,0 \| Infrastrukturgrenze DB InfraGO / WEG \| Infrastrukturgrenze DB InfraGO / WEG \| \| \| \| Dammstraße \| \| \| \| \| Am Lerchenberg \| \| \| \| \| Gebr. Heller Maschinenfabrik \| \| \| \| 0,3 \| Nürtingen Vorstadt \| Nürtingen Vorstadt \| \| \| 1,8 \| Nürtingen Roßdorf \| Nürtingen Roßdorf \| \| \| 1,9 \| Awanst Gnida 1 \| Awanst Gnida 1 \| \| \| 2,1 \| Awanst Gnida 2 \| Awanst Gnida 2 \| \| \| \| Steinach \| \| \| \| \| ehemaliger Anschluss \| \| \| \| 3,7 \| Frickenhausen \| Frickenhausen \| \| \| \| Ziegelei Th. Mayer (bis 1972) \| \| \| \| 4,4 \| Frickenhausen Kelterstraße \| Frickenhausen Kelterstraße \| \| \| 5,9 \| Linsenhofen (ehemals Bahnhof) \| Linsenhofen (ehemals Bahnhof) \| \| \| 8,3 \| Neuffen \| Neuffen \| |                      |                                        |                                        |
| Strecke |                      | von Plochingen                         | von Plochingen                         |
| Bahnhof | −0,6                 | Nürtingen                              | Nürtingen                              |
| Brücke |                      | Steinengrabenstraße (Bundesstraße 297) | Steinengrabenstraße (Bundesstraße 297) |
| Brücke über Wasserlauf |                      | Steinach                               | Steinach                               |
| Brücke |                      | Gerberstraße                           | Gerberstraße                           |
| Abzweig geradeaus und nach rechts |                      | nach Immendingen                       | nach Immendingen                       |
| Wechsel des Eisenbahninfrastrukturunternehmens | 0,0                  | Infrastrukturgrenze DB InfraGO / WEG   | Infrastrukturgrenze DB InfraGO / WEG   |
| Brücke |                      | Dammstraße                             | Dammstraße                             |
| Brücke |                      | Am Lerchenberg                         | Am Lerchenberg                         |
| Abzweig geradeaus und ehemals nach links |                      | Gebr. Heller Maschinenfabrik           | Gebr. Heller Maschinenfabrik           |
| Haltepunkt / Haltestelle | 0,3                  | Nürtingen Vorstadt                     | Nürtingen Vorstadt                     |
| Haltepunkt / Haltestelle | 1,8                  | Nürtingen Roßdorf                      | Nürtingen Roßdorf                      |
| Abzweig geradeaus und ehemals von links | 1,9                  | Awanst Gnida 1                         | Awanst Gnida 1                         |
| Abzweig geradeaus und nach links | 2,1                  | Awanst Gnida 2                         | Awanst Gnida 2                         |
| Brücke über Wasserlauf |                      | Steinach                               | Steinach                               |
| Abzweig geradeaus und ehemals von links |                      | ehemaliger Anschluss                   | ehemaliger Anschluss                   |
| Bahnhof | 3,7                  | Frickenhausen                          | Frickenhausen                          |
| Abzweig geradeaus und ehemals nach links |                      | Ziegelei Th. Mayer (bis 1972)          | Ziegelei Th. Mayer (bis 1972)          |
| Haltepunkt / Haltestelle | 4,4                  | Frickenhausen Kelterstraße             | Frickenhausen Kelterstraße             |
| Haltepunkt / Haltestelle | 5,9                  | Linsenhofen (ehemals Bahnhof)          | Linsenhofen (ehemals Bahnhof)          |
| Kopfbahnhof Streckenende | 8,3                  | Neuffen                                | Neuffen                                |

Die Bahnstrecke Nürtingen–Neuffen, nach dem Neuffener Tal auch Tälesbahn genannt, ist eine Nebenbahn in Baden-Württemberg. Die Stichbahn zweigt in Nürtingen von der Bahnstrecke Plochingen–Immendingen ab und führt von dort aus nach Neuffen. Die 8,9 Kilometer lange Normalspurstrecke wurde am 1. Juni 1900 im Personenverkehr und am 21. Juni 1900 auch im Güterverkehr eröffnet, sie überwindet eine Höhendifferenz von 111 Metern. Eigentümerin ist seit Beginn an die Württembergische Eisenbahn-Gesellschaft (WEG), diese gehört heute zur Transdev GmbH. Die Züge auf der Strecke fahren seit Dezember 2019 als Regionalbahn-Linie RB 65, zuvor führte der Verkehrs- und Tarifverbund Stuttgart (VVS) sie als Linie R 82.
Die Strecke wird von etwa 3.500 Fahrgästen pro Tag genutzt.

## Betrieb

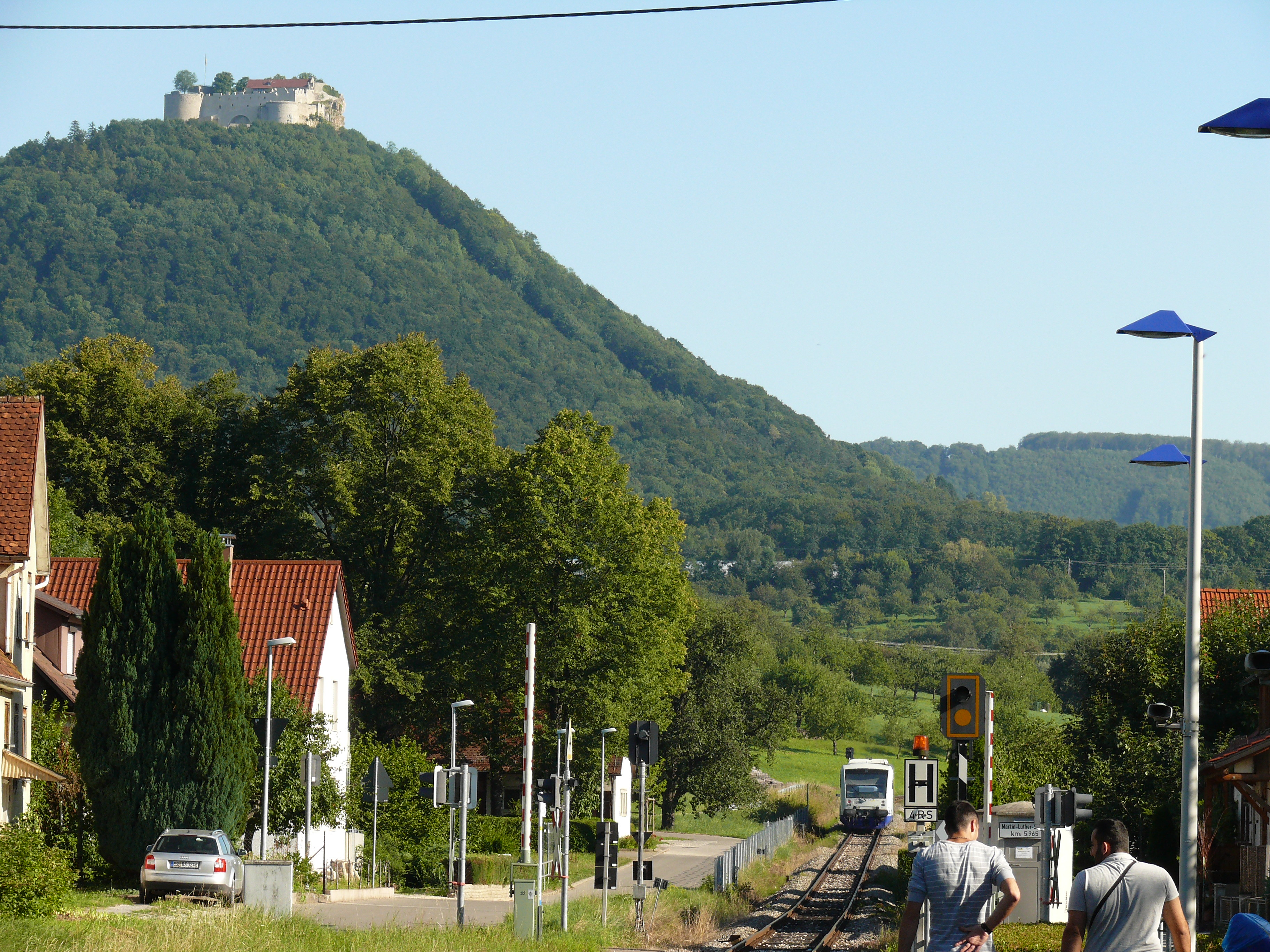
Tälesbahn unterhalb der Burg Hohenneuffen (Bahnhof Linsenhofen)

In Nürtingen besteht regelmäßiger Anschluss an die Züge Richtung Stuttgart und Tübingen. Es besteht ein starrer Taktfahrplan, werktags wird dabei alle 60 Minuten, in der Hauptverkehrszeit alle 30 Minuten gefahren. Die Reisezeit von zwölf Minuten ermöglicht es auch beim 30-Minuten-Takt mit nur einem Fahrzeugumlauf auszukommen, Zugkreuzungen finden im planmäßigen Betrieb heute nicht mehr statt. Sonntags findet gelegentlich Schienenverkehr der Gesellschaft zur Erhaltung von Schienenfahrzeugen (GES), die unter der Bezeichnung Sofazügle vermarktet werden, statt. Seit dem 24. März 2013 findet auch sonntags von 10:00 bis 20:00 Uhr Regelbetrieb im Stundentakt statt.
In Neuffen befindet sich die Hauptwerkstätte der WEG. Dort werden auch Fahrzeuge anderer Strecken gewartet.
Ende 2012 begannen ETCS-Testfahrten in den späten Abendstunden und am Wochenende. Erprobt wird ein Fahrzeuggerät des Herstellers Thales. Dazu wurden auf einem 8,3 km langen Streckenabschnitt Eurobalisen verlegt.

## Fahrzeuge

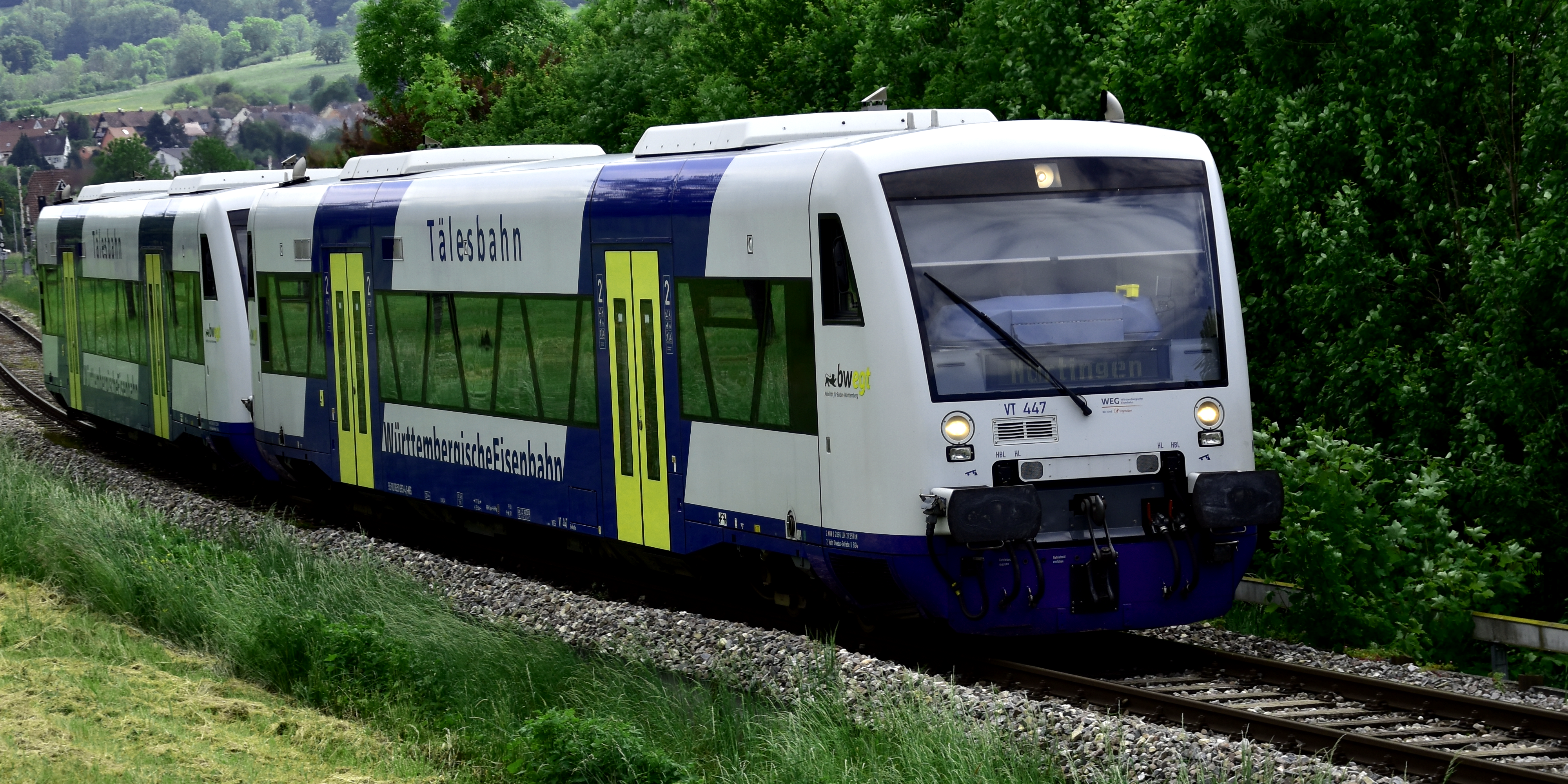
Tälesbahn-Regio-Shuttle

### Heutige
Seit dem Jahr 2000 kommen auf der Strecke ausschließlich Fahrzeuge des Typs Stadler Regio-Shuttle RS1 zum Einsatz. Nur mit diesen spurtstarken Triebwagen mit einer Motorleistung von 2 × 257 kW ist es möglich, die Fahrzeit von zwölf Minuten einzuhalten. Mit den früheren Fahrzeugen der WEG war dies nicht möglich.
Es stehen insgesamt vier Triebwagen zur Verfügung: VT 442 („Katja“) VT 445 („Alice“), VT 446 („Agnes“) und VT 447 („Mara“). Alle vier sind in Neuffen stationiert.

### Ehemalige
Davor wurden zumeist gebrauchte Triebwagen verschiedener Typen eingesetzt. So waren Esslinger Triebwagen der ersten Serie wie der T 20 (seit 1984: VT 403) oder der T 10 (seit 1984: VT 402) im täglichen Einsatz. Der T 20 kam 1953 fabrikneu nach Neuffen, der T 10 etwa 1982 von der Strohgäubahn, damals von den Württembergischen Nebenbahnen betrieben, heute ebenfalls WEG. Aus der zweiten Serie Esslinger Triebwagen fuhr der T 19, seit 1984 VT 405, auf der Strecke.
Für den morgendlichen Schülerverkehr wurde hauptsächlich der mit 4 × 210 PS starken Büssing-Motoren versehene T 11, seit 1984 VT 401, verwendet. Dieser wurde bis 1972 auch für die Kalksteintransporte von Neuffen nach Nürtingen eingesetzt. Er war ein von der Deutschen Bundesbahn 1954 gebraucht erworbener und umgebauter „Dessauer“ von 1928, der bis 2000 auf der Strecke fuhr.
Ferner wurden auch die beiden Triebwagen T 23 und 24, zumeist in Doppeltraktion, für die Kalksteinzüge eingesetzt. Sie verließen die Strecke jedoch bereits 1979 nach dem Ende der Steintransporte und kamen zur Unteren Kochertalbahn von Jagstfeld nach Ohrnberg. Diese gehörte ebenfalls der WEG. T 23 und 24 waren mit automatischen Scharfenbergkupplungen ausgestattet.
Der Fuchs-Triebwagen VT 06 kam 1979 von der Unteren Kochertalbahn nach Neuffen und war nur sporadisch an Samstagen im Einsatz, da der kleine Zweiachser den Verkehr kaum bewältigen konnte. Heute gehört er den Ulmer Eisenbahnfreunden und ist betriebsfähig.
| Fahrzeug         | Hersteller                                             | Baujahr | Motoren                                                    | Zugang            | Abgang                                               | Sonstiges | Verbleib |
| Triebwagen       |                                                        |         |                                                            |                   |                                                      | | |
| ---------------- | ------------------------------------------------------ | ------- | ---------------------------------------------------------- | ----------------- | ---------------------------------------------------- | --- | --- |
| T20              | Maschinenfabrik Esslingen / 23493 „Esslinger 1. Gen.“  | 1952    | 1952: 2 × 150 PS ca. 1974: 2 × 180 PS ca. 1989: 2 × 210 PS | 1953              | 1996 abgestellt 1999 verkauft                        | 1996 abgestellt 1999 an Brücke e. V. | 1996 abgestellt 1999 an Brücke e. V. Fahrzeug hatte 1996 Rangierunfall mit VS 230, danach keine Instandsetzung ca. 2002 verschrottet |
| T11 1984: VT 401 | Waggonfabrik Dessau / 10629                            | 1928    | 1958: 4 × 210 PS                                           | 1954/1958         | ca. 2000/2001 an WEG-Strecke Gaildorf-Untergröningen | ex. DRG VT 863 bzw. VT 764 bzw. VT 66 906 ursprünglich Benzol-Triebwagen 1958 großer Umbau in Weissach Fuhr die Kalksteinzüge           | 2002: UEF 2009: Freunde der Halle-Hettstedter-Eisenbahn e. V.                                                                        |
| T10 1984: VT 402 | Maschinenfabrik Esslingen / 23343 „Esslinger 1. Gen.“  | 1951    | 1951: 2 × 150 PS ca. 1968: 2 × 210 PS                      | ca. 1982 ca. 1990 | 2000 abgestellt 2000 an ESG                          | Ursprünglich von der Strohgäubahn | |
| T19 1984: VT 405 | Maschinenfabrik Esslingen / 24999 "Esslinger 2. Gen."  | 1957    | 1957: 2 × 275 PS 1980: 2 × 227 PS                          | ca. 1980 / 1982   | 1998 abgestellt 2000 an KML                          | Fahrzeug 1998 nach Getriebeschaden abgestellt Stand vor 1980 lange in Neuffen abgestellt                                                | 2000: KML |
| T06              | Waggonfabrik Fuchs / 9056                              | 1957    | 2 × 210 PS                                                 | 1979              | 2000                                                 | Fahrzeug war innerhalb der WEG Ersatz-Fahrzeug, daher nur selten auf der Tälesbahn im Einsatz                                           | 2002: UEF-Museumsfahrzeug, betriebsfähig (Stand 2019)                                                                                |
| T08              | Waggonfabrik Fuchs / 9057                              | 1957    | 2 × 190 PS                                                 | 1963              | 1968 an WN (später WEG) -Strecke Korntal-Weissach    | Reserve-Fahrzeug, seltener Einsatz 1984 ausgemustert                                                                                    | verschrottet |
| T23              | Gmeinder / Auwärter 5442                               | 1968    | 2 × 210 PS                                                 | 1968              | 1980 an WEG-Strecke Jagstfeld-Ohrberg                | Stets mit T24 zusammen im Einsatz, untereinander wendezugfähig Fuhr zusammen mit T24 die Kalksteinzüge                                  | 1996: WeBa |
| T24              | Gmeinder / Auwärter 5443                               | 1968    | 2 × 210 PS                                                 | 1968              | 1980 an WEG-Strecke Jagstfeld-Ohrberg                | Stets mit T23 zusammen im Einsatz, untereinander Wendezugfähig Fuhr zusammen mit T24 die Kalksteinzüge                                  | 1996: WeBa |
| VT 406           | Maschinenfabrik Esslingen / 25000 „Esslinger 2. Gen.“  | 1957    | 2 × 275 PS                                                 | ca. 1989          | 1993 an Ermstalbahn                                  | Reserve-Fahrzeug, seltener Einsatz | 1993: ENAG 1997: KML |
| VT 411           | Waggon-Union 822006/8 NE 81                            | 1981    | 2 × 270 PS                                                 | 1999              | 2000                                                 | Leihfahrzeug wegen Fahrzeugmangel von WEG-Strecke Korntal – Weissach                                                                    | 2003: NOB 2011: WEG (Korntal – Weissach) 2013: SAB                                                                                   |
| T 12             | MAN / 142776 „MAN-Schienenbus“                         | 1956    | 2 × 200 PS                                                 | 1998              | 2000                                                 | Leihfahrzeug wegen Fahrzeugmangel von WEG-Strecke Korntal – Weissach                                                                    | 2000: KEG inzwischen verschrottet |
| T 01             | Waggonfabrik Dessau 3101                               | 1935    | 2× 150 PS                                                  | 1946              | 1948 an WN (später WEG) -Strecke Korntal – Weissach  | Einsatz Neuffen – Nürtingen – Wendlingen – Kirchheim                                                                                    | 1961 verschrottet |
| VT 440           | Adtranz 36846 RegioShuttle RS 1                        | 1999    | 2× 350 PS                                                  | 2000              | 2001 an WEG-Strecke Schorndorf-Rudersberg            | Fahrzeug wurde im WEG-Ringtausch an Strecke Schorndorf-Rudersberg abgegeben                                                             | 2001: WEG (Schorndorf-Rudersberg) |
| VT 441           | Adtranz 36847 RegioShuttle RS 1                        | 1999    | 2× 350 PS                                                  | 2000              | 2001 an WEG-Strecke Schorndorf-Rudersberg            | Fahrzeug wurde im WEG-Ringtausch an Strecke Schorndorf-Rudersberg abgegeben                                                             | 2001: WEG (Schorndorf-Rudersberg) |
| Steuerwagen      |                                                        |         |                                                            |                   |                                                      | | |
| VS 230           | Maschinenfabrik Esslingen / 23504 „Esslinger 1. Gen.“  | 1952    | 1952: 2× 145 PS 1989: -                                    | 1989              | 1996 abgestellt 1999 an Brücke e. V.:                | Fahrzeug wurde in Neuffen -1989 aus ehemaligen Triebwagen in Steuerwagen umgebaut                                                       | 1999: Brücke e. V. ???: VBV Rückbau bei Brücke e. V. in VT Betriebsfähig (Stand 2019)                                                |
| VS 240           | Maschinenfabrik Esslingen / 23779 „Esslinger 1. Gen.“  | 1955    | -                                                          | 1993              | 2001 an WEG-Strecke Gaildorf-Untergröningen          | Bis 1993 Aufarbeitung in Neuffen Fahrzeug 2018 auf Gäubahn b. Stuttgart gesichtet im Neulack                                            | ca. 2004 an ESG |
| VS 113           | MAN 143547 „MAN-Schienenbus“                           | 1958    | -                                                          | 1998              | 2000                                                 | Leihfahrzeug wegen Fahrzeugmangel von WEG-Strecke Korntal-Weissach                                                                      | 2000: KEG inzwischen verschrottet |
| Beiwagen         |                                                        |         |                                                            |                   |                                                      | | |
| VB 101           | Auwärter-Aufbau auf MAN-Fahrgestell („Aufbauwagen“)    | 1960    |                                                            | 1960              | ca. 2000                                             | Gummiwulst-Übergänge Zeitweise Werbung „K.Dorfschmid“                                                                                   | ca. 2000 an HWB |
| VB 102           | Auwärter-Aufbau auf MAN-Fahrgestell „Aufbauwagen“      | 1960    |                                                            | 1960              | ca. 2000                                             | Gummiwulst-Übergänge Zeitweise Werbung „Stradinger“                                                                                     | ca. 2000 an HWB inzwischen verschrottet                                                                                              |
| VB 103           | Auwärter-Aufbau auf MAN-Fahrgestell „Aufbauwagen“      | 1960    |                                                            | 1960              | ca. 1998                                             | Gummiwulst-Übergänge Zeitweise Werbung „WEG“ (Eigenwerbung)                                                                             | 1998 vermutlich verschrottet |
| VB 104           | Auwärter-Aufbau auf MAN-Fahrgestell „Aufbauwagen“      | 1960    |                                                            | 1960              | ca. 2000                                             | Gummiwulst-Übergänge Werbung „Teppich-Center Kuzmic“                                                                                    | ca. 2000 an HWB |
| VB 105           | Auwärter-Aufbau auf MAN-Fahrgestell „Aufbauwagen“      | 1961    |                                                            | 1961              | ca. 1991                                             | Gummiwulst-Übergänge Werbung „Nürtinger Zeitung“                                                                                        | 1991 an Hunsrück ca. 2000 an HWB |
| VB 106           | Auwärter-Aufbau auf MAN-Fahrgestell „Aufbauwagen“      | 1961    |                                                            | 1961              | 1990                                                 | Gummiwulst-Übergang einseitig Panoramafenster einseitig zeitweise Werbung „Schöll“                                                      | Aufbau verschrottet |
| VB 107           | Auwärter-Aufbau auf MAN-Fahrgestell „Aufbauwagen“      | 1961    |                                                            | 1961              | 1990                                                 | Gummiwulst-Übergang einseitig Panoramafenster einseitig Zeitweise Werbung „EBW“                                                         | Aufbau verschrottet |
| VB 202           | Auwärter-Aufbau auf Herbrand-Fahrgestell „Aufbauwagen“ | 1958    |                                                            | ca. 1988          | ca. 2000                                             | Gummiwulst-Übergänge Werbung „WEG“ (Eigenwerbung)                                                                                       | ca. 2000 an HWB |
| VB 122           | Auwärter-Aufbau „Aufbauwagen“                          | 1956    |                                                            |                   |                                                      | 4-Achser, ehem. Packwagen, Einsatz auf Tälesbahn nicht bestätigt abgestellt in Neuffen (bis ca. 1998)                                   | 1990er Jahre an GES |
| VM 110           | MAN 142780 „MAN-Schienenbus“                           | 1956    | 1956: 1× 150 PS 1977: - 1996: 1× 210 PS                    | 1998              | 2000                                                 | Leihfahrzeug wegen Fahrzeugmangel von WEG-Strecke Korntal – Weissach Ehem. Triebwagen, ca. 1978: Beiwagen, 1996: motorisierter Beiwagen | 2000: KEG inzwischen verschrottet |

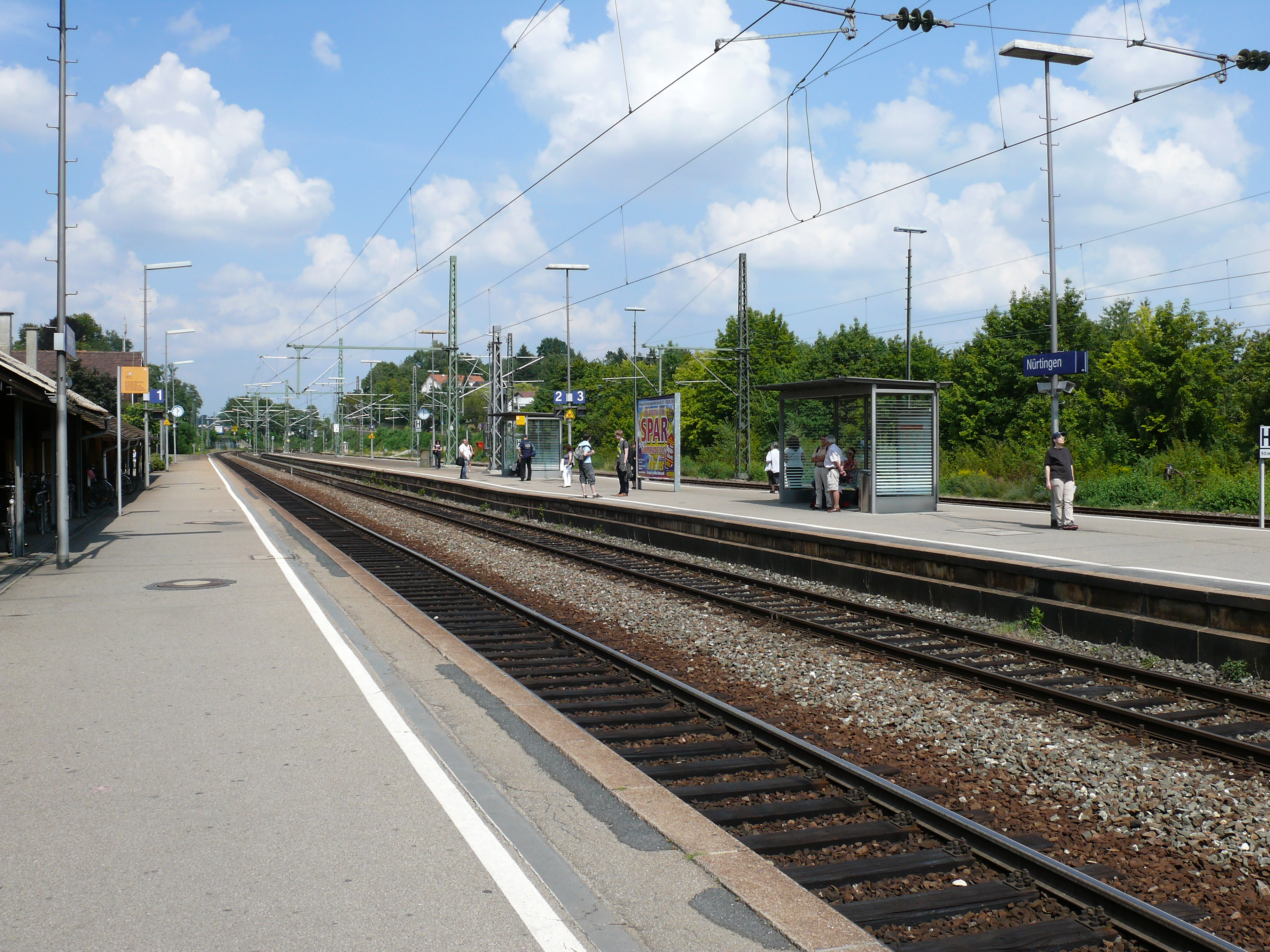
Bahnhof Nürtingen
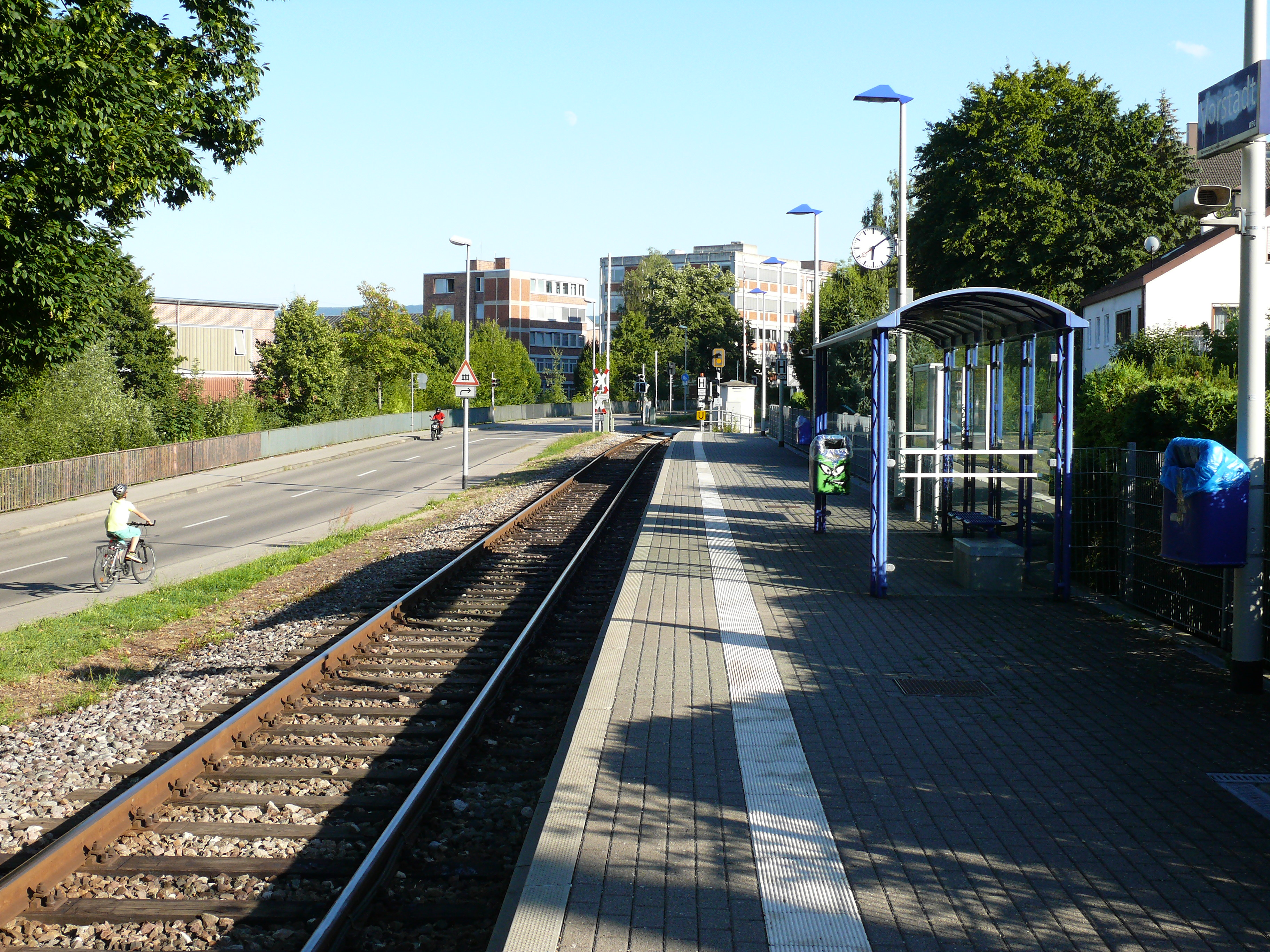
Haltepunkt Nürtingen Vorstadt
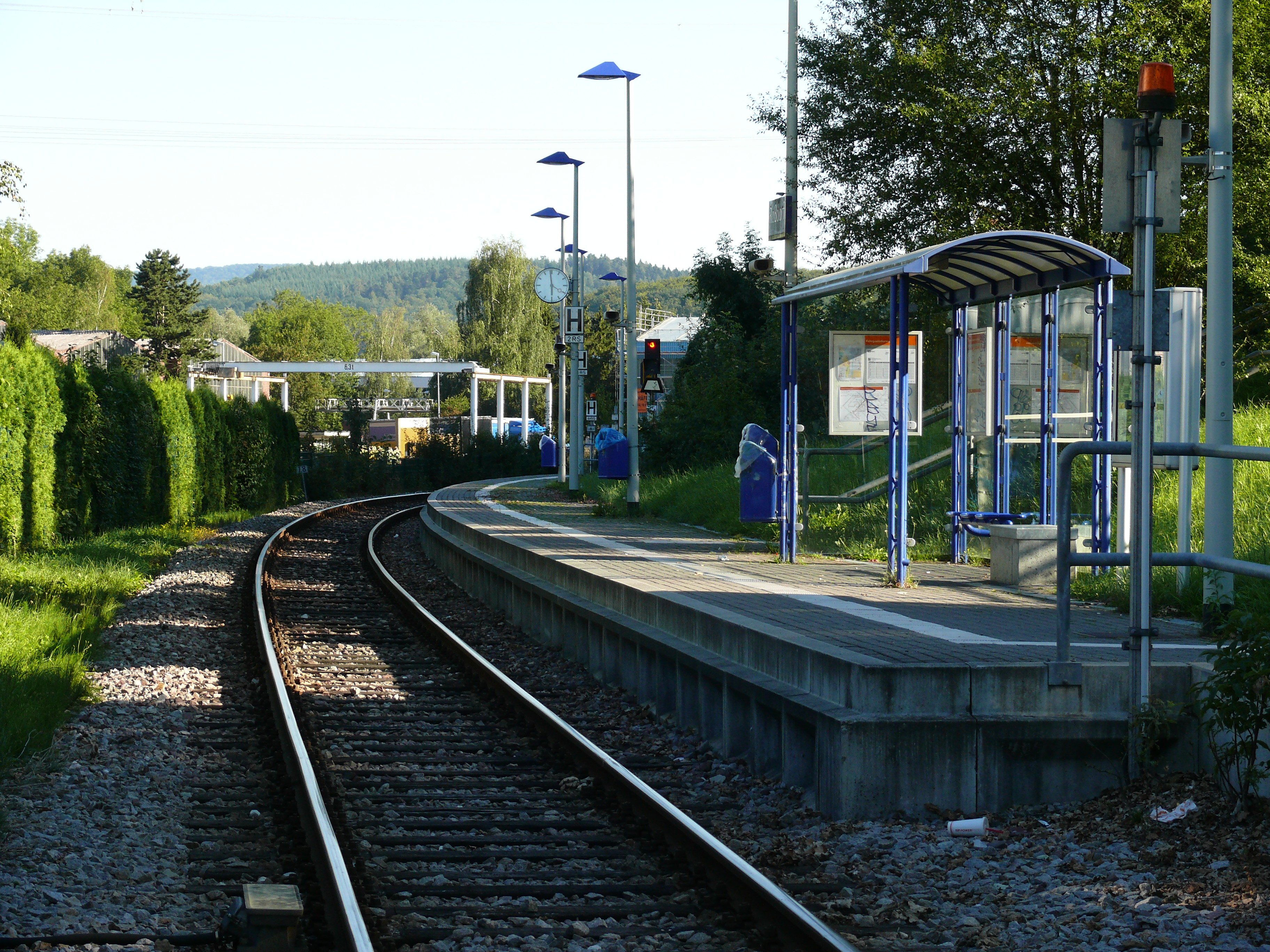
Haltepunkt Nürtingen Roßdorf
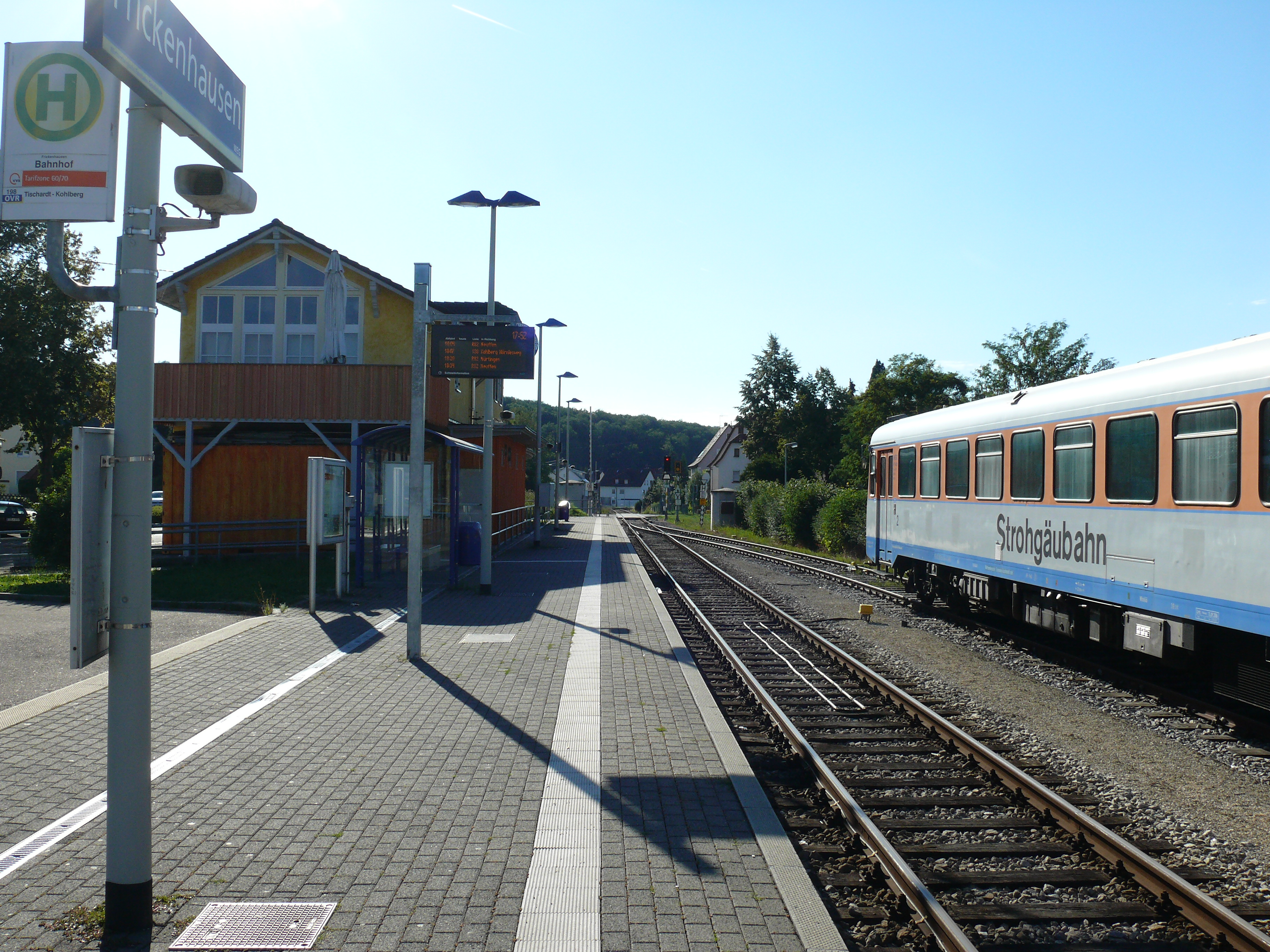
Bahnhof Frickenhausen
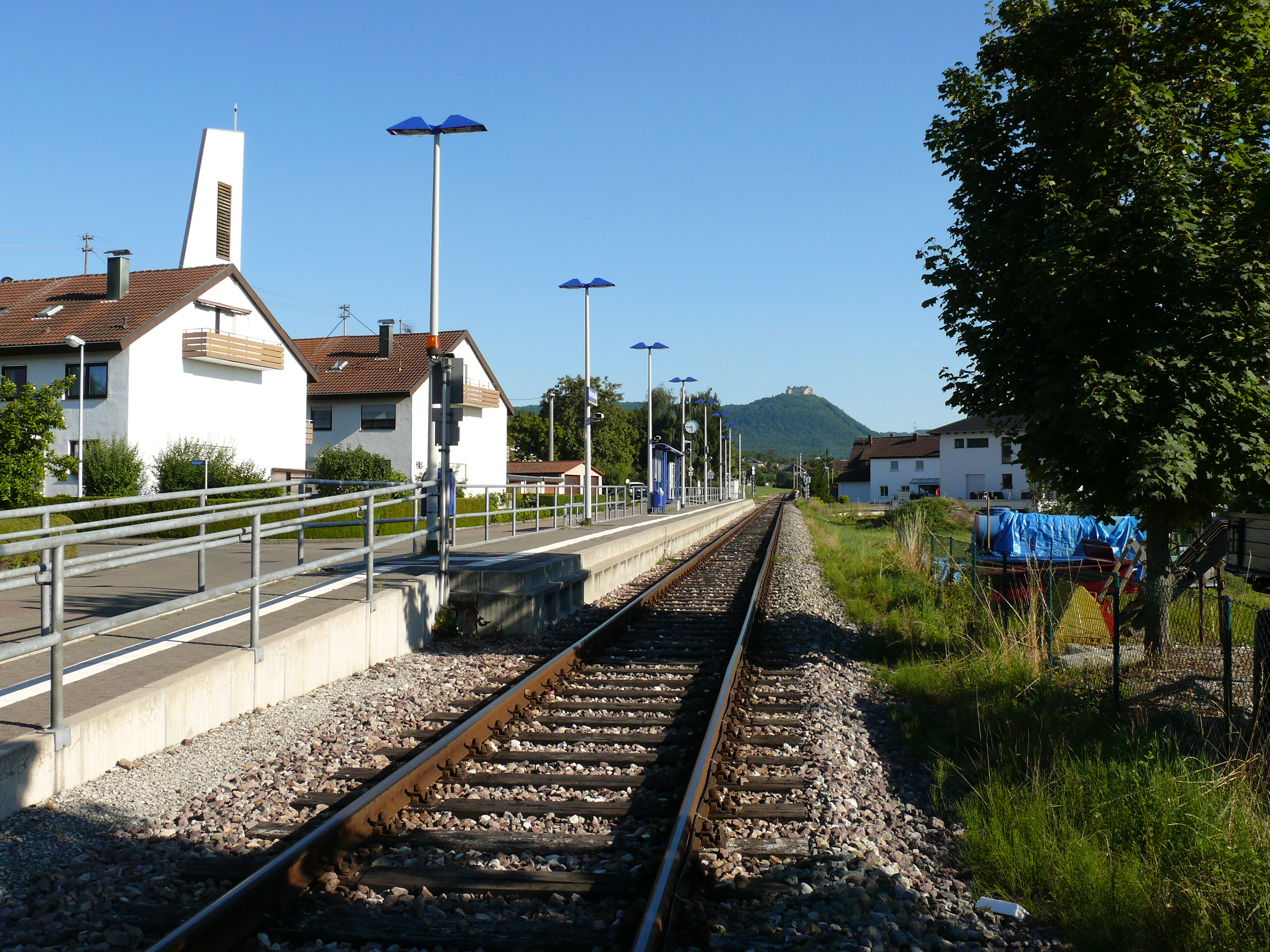
Haltepunkt Frickenhausen Kelterstraße
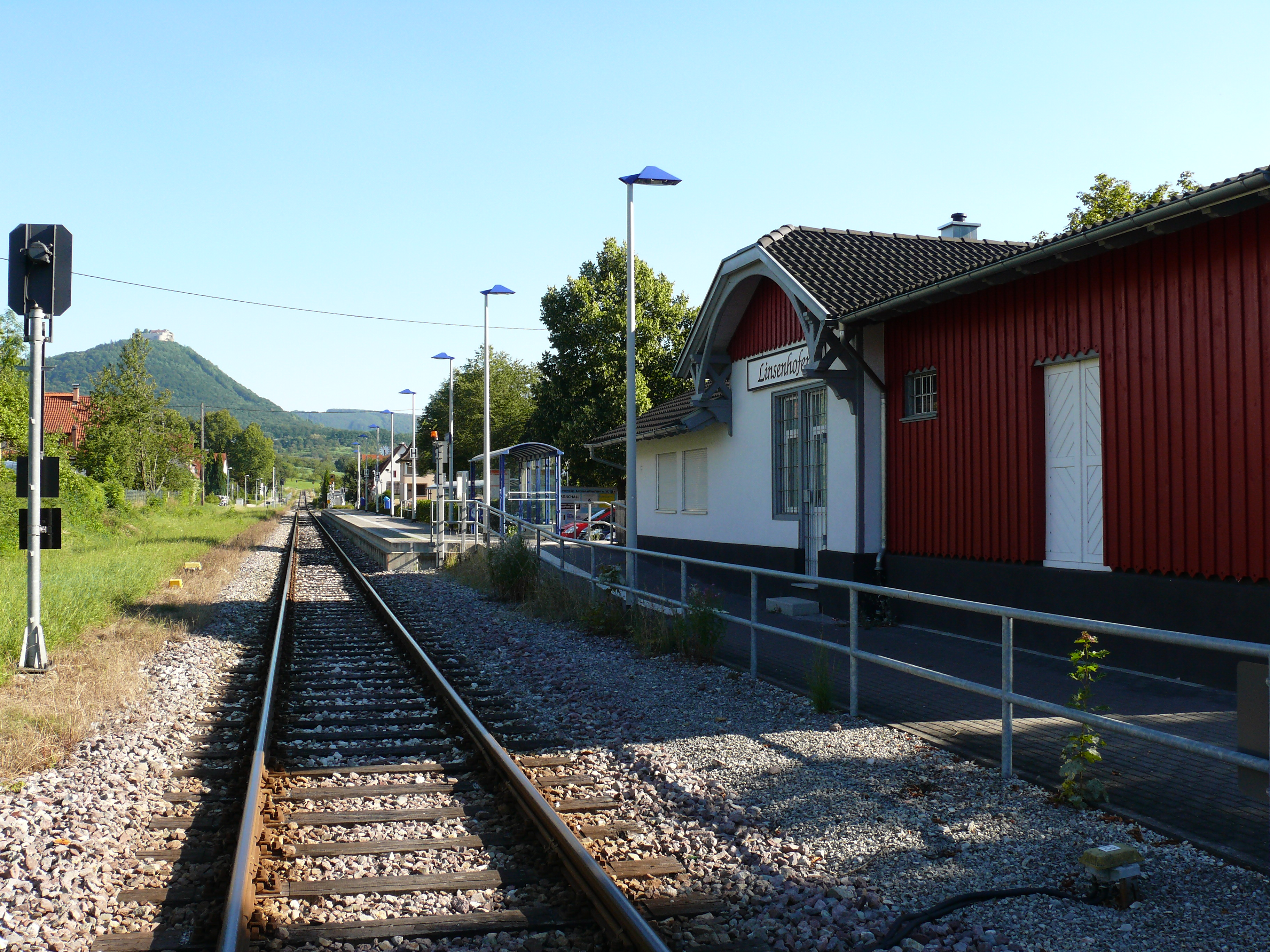
Haltepunkt Linsenhofen
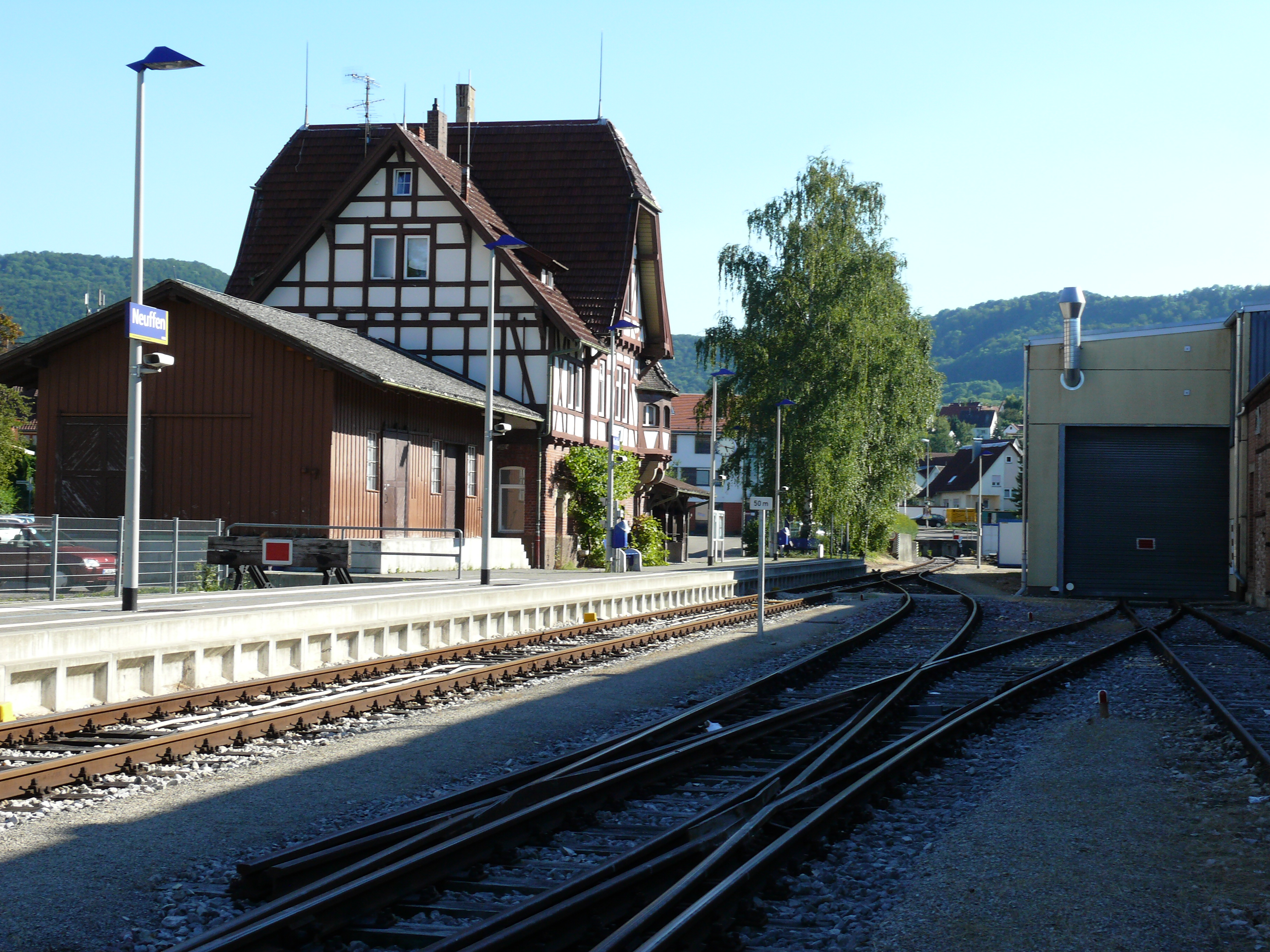
Bahnhof Neuffen